# 新太古代
| 累代        | 代       | 基底年代 Mya |
| ----------- | -------- | ------------ |
| 顕生代      | 新生代   | 66           |
| 顕生代      | 中生代   | 251.902      |
| 顕生代      | 古生代   | 541          |
| 原生代      | 原生代   | 2500         |
| 太古代      | 新太古代 | 2800         |
| 太古代      | 中太古代 | 3200         |
| 太古代      | 古太古代 | 3600         |
| 太古代      | 原太古代 | 4000         |
| 冥王代      | 冥王代   | 4600         |
| 1. 2. 3. 4. |          |              |

新太古代（しんたいこだい、英：Neoarchean）は、28億年前から25億年前にあたる太古代の地質時代の一つ。なお、地球上の特定の岩石層を参照し定義されたものではない。

## 複雑な生命
この時代に、酸素発生型の光合成が初めて進化し、豊富な酸素を放出した。これが初めて鉱物と反応し、その後は大気中の温室効果ガスと反応できるようになり、地表から宇宙空間にエネルギーを放射できるようになった。この出来事は、大酸化イベントとして知られ、古原生代には、新太古代初期に進化した光合成独立栄養生物が放出する酸素が大気中に蓄積した。

## 大陸の形成
約27.2億年前に、超大陸ケノーランド大陸が形成された:316。